# El miedo que acecha
El miedo que acecha (título original en inglés: The Lurking Fear) es una historia corta de 1922 del escritor estadounidense de terror H. P. Lovecraft.

## Elaboración y publicación
Escrito en noviembre de 1922, fue publicado por entregas entre las ediciones de enero y abril de 1923 de la revista Home Brew, posteriormente en la edición de junio de 1928 de la revista Weird Tales y finalmente reeditado por Arkham House en la antología de 1939 The Outsider and Others.

## Argumento
El miedo que acecha narra la historia de un hombre y sus dos acompañantes quienes deciden pasar una noche en la Mansión Martense, cuya horrorosa reputación está repleta de episodios ominosos. El protagonista planea pernoctar en el dormitorio de Jan Martense, antiguo dueño de la casa y asesinado en 1763.
La leyenda alude a que debajo de la mansión se despliega una intrincada red de túneles utilizados por los miembros de un culto liderado por Martense. Finalmente, el único sobreviviente descubre que esos pasadizos subterráneos repugnantes, interminables y ensangrentados, están infestados de gules, y otras criaturas mucho peores, que acechan en la oscuridad.